# Oenanthe ferulacea
Oenanthe ferulacea är en flockblommig växtart som beskrevs av Carl Peter Thunberg. Oenanthe ferulacea ingår i släktet stäkror, och familjen flockblommiga växter. Inga underarter finns listade i Catalogue of Life.